# Victor Isbrand
Victor Isbrand, né le 6 juillet 1897 et mort le 5 mars 1989  à  Copenhague, est un artiste peintre danois.

## Biographie
De 1913 à 1917, Victor Isbrand étudie à Académie royale des beaux-arts du Danemark à Copenhague  puis  de 1930 à 1967, il enseigne le dessin à l’école des arts appliqués de Copenhague et influence les jeunes artistes et artisans parmi lesquels entre autres Nanna Ditzel.
Son style est inspiré du mouvement cubiste ; il peint des portraits et des paysages urbains ainsi que des aquarelles de paysages du sud de la France.
De 1916 à 1987, ses œuvres ont été exposées au musée des arts contemporains de l’académie royale danoise Charlottenborg.
Son œuvre la plus connue est : Aphrodite et Éros,.

## Collections
- KUNSTEN Museum of Modern Art à Aalborg